# Muddinakoppa, Hirekerur
Muddinakoppa là một làng thuộc tehsil Hirekerur, huyện Haveri, bang Karnataka, Ấn Độ.